# Begós
Begós (oficialmente en occitano Begòs) es una población del municipio de Las Bordas que cuenta con 13 habitantes, situado en la comarca del Valle de Arán en el norte de la provincia de Lérida (España). 
Dentro del Valle de Arán forma parte del tercio de Irissa o Lairisa. Se encuentra a una altitud de 1000 metros, está situado cerca de las poblaciones de Benós y Las Bordas, se accede por la carretera que da también acceso a la población de Benós.

## Monumentos y lugares de interés
- Iglesia de San Roque, de estilo románico-gótico-barroco, de los siglos XII-XIV-XVII.[2]